# Online-Redaktion
Eine Online-Redaktion erstellt journalistische Beiträge für die Veröffentlichung im Internet oder Intranet eines Unternehmens.

## Tätigkeit
Online-Redaktionen bereiten journalistische Inhalte für das Internet auf. Dazu bedienen sie sich des Hypertext-Prinzips. Das kann im Rahmen der Öffentlichkeitsarbeit im Auftrag eines Unternehmens oder einer Institution geschehen, als Ergänzung für ein klassisches Medium wie eine Zeitschrift oder ausschließlich für das Internet.
Aufgrund steigender Bedeutung des Mediums Internet legten sich Organisationen wie Print-Magazine und Zeitungen, Fernsehsender, Nachrichtenagenturen  eigene Online-Redaktionen zu. Sie brachten zunächst die Inhalte des jeweiligen Mediums online auf eine Website – und zwar meist geändert, vor allem gekürzt. Inzwischen wird jedoch von den meisten Online-Redaktionen eigenständiger online-gerechter Content produziert oder eingebunden.

## Entwicklung
Zunehmend gibt es Online-Magazine, die ohne Muttermedium ausschließlich online publiziert werden. Vorteil: Im Gegensatz zu einem Print-Magazin kostet die Herstellung deutlich weniger. Zudem ist ein Online-Magazin dem Print-Magazin zeitlich voraus – letzteres erscheint höchstens einmal am Tag (im Falle mancher Tageszeitungen: zweimal). Online-Redaktionen können somit Inhalte in kürzeren Abständen publizieren. Sie aktualisieren die Webseiten ständig und können Berichte über Ereignisse schon innerhalb weniger Minuten nach dem Geschehen veröffentlichen.
Online-Redaktionen sind außerdem standortunabhängig; sie lassen sich leicht auch vor allem über Korrespondenten in anderen Ländern betreiben. Eine Online-Redaktion ist somit eher virtuell zu verstehen als räumlich. Es gibt immer mehr Webmagazine mit einer Zusammenstellung von Beiträgen zu bestimmten Themen, hinter denen auf ein gemeinsames Content-Management-System zugreifende Einzelrechner von Korrespondenten und Redakteuren an verschiedenen Standorten stehen, als ein fixes Großraumbüro.

## Anforderungen
Online-Redakteure müssen teilweise andere Fertigkeiten mitbringen als ihre Kollegen bei den klassischen Medien. Etwa müssen sie sich über das Leseverhalten am Bildschirm bewusst sein. Dieses erfordert kürzere und leichter verständliche Texte. Denn der Leser im Internet liest einen Text nicht von A bis Z durch. Das Auge überfliegt vielmehr längere Textpassagen und bleibt an Hervorhebungen, wie Fettungen, Aufzählungen und Überschriften, hängen. Außerdem müssen Online-Redakteure die Erwartungen der Internetnutzer berücksichtigen. Diese erwarten keine Informationen, die wie an einer Perlenkette aufgereiht sind, sondern Texthappen, die über Hyperlinks miteinander verknüpft werden.
Online-Redakteure müssen über Computerkenntnisse verfügen, vor allem sollten sie in der Lage sein, ein Content-Management-System zu bedienen.

### Aktualität
Aktualität spielt in einer Online-Redaktion eine wesentliche Rolle. Die Herausforderung besteht darin, dass Nachrichten und Informationen 24 Stunden am Tag und sieben Tage die Woche verfügbar sind. Vor allem in der Informationsgesellschaft, die von Schnelllebigkeit und einer kurzen Halbwertszeit von Informationen geprägt ist, hat die ständige Aktualität und Verfügbarkeit einen großen Stellenwert.

### Allgegenwart
Nicht nur die Aktualität einer Nachricht ist teilweise wichtiger als die Qualität der Nachricht. Auch die ständige Erreichbarkeit der Nachrichtenquelle ist für den Rezipienten von Bedeutung: Der Nutzer möchte weder das Haus verlassen, um in eine Bibliothek oder ein Archiv zu gehen, noch unterwegs auf aktuelle Informationen verzichten, sondern auf seinem eigenen PC, PDA oder Handy die neuesten Nachrichten sofort abrufbereit haben.

### Herausforderungen
Herausforderungen ergeben sich aus dem Zeitdruck, der speziell im Medium Internet besteht. Da es darauf ankommt, wer als Erstes publiziert, muss alles sehr schnell gehen. Artikel oder Analysen und noch nicht absehbare Entwicklungen eines Ereignisses werden daher möglicherweise vorschnell veröffentlicht. Hier ist das redaktionelle Qualitätsmanagement gefordert, das Schnelligkeit mit Genauigkeit ausbalancieren muss. Weitere kritische Punkte, die mit dem Faktor Zeit zusammenhängen, sind unter Umständen Qualitätsverlust durch mangelnde Kontrolle oder schlechte Recherchen.
Auch ein Mangel an Objektivität ist eine mögliche Folge. Dieser kommt dadurch zustande, dass entweder Inhalte von anderen Medien übernommen und unreflektiert wiedergegeben werden oder der Redakteur nicht mehr in der Lage ist, Stimmen der Opposition bzw. ergänzende Meinungen einzuholen.
Bei den erwähnten Herausforderungen ist Qualitätsmanagement gefordert. Es muss individuell auf die jeweiligen Bedürfnisse zugeschnitten werden. Es ist notwendig, den geeigneten Mittelweg zwischen qualitativ hochwertigen und rasch publizierten Texten zu finden.

## Arbeitsablauf einer Online-Redaktion
Die Arbeitsabläufe sind ähnlich den Abläufen in einer Redaktion, allerdings gibt es ein paar Unterschiede:
- Artikel einer Online-Redaktion müssen nicht immer in dieser entstehen. Sollte es ein dazugehöriges Print-Medium geben, dann ist es möglich, dass auch die Artikel der Print-Redaktion veröffentlicht werden.
- In einer Redaktion müssen Inhalt und Layout zum Drucktermin fertig sein. In einer Online-Redaktion ist dem nicht so, da rund um die Uhr publiziert wird – der Artikel geht online, sobald er fertig ist. Auch um das Layout muss sich nicht gesorgt werden, da eine Online-Redaktion meistens mit vorgefertigten Templates arbeitet.
- Editieren ist online jederzeit möglich. Um Veränderungen, Richtigstellungen oder Updates nachträglich hinzuzufügen, muss nicht ein eigener Artikel erstellt werden, sondern es kann direkt der Ursprungstext adaptiert werden.

## Finanzierung
Für den Leser haben Online-Magazine den Vorteil, zu einem großen Teil kostenlos und zu Hause direkt verfügbar zu sein. Die Kostenfreiheit zwingt allerdings die Herausgeber, sich vorwiegend durch Werbung zu finanzieren.
Das führte  seit Ende der 1990er Jahre zu einem starken Verdrängungswettbewerb, dem mehrere kommerzielle Online-Magazine zum Opfer fielen (siehe auch Dotcom-Blase). Andere etablierten sich als Konkurrenz ihrer eigenen Druckausgaben.
Seit etwa 2005 entstehen neue Finanzierungsmodelle, die vorwiegend auf Einnahmen aus dem Online-Geschäft setzen (Online first: zuerst ins Internet).